# Glooscap
Glooscap (Glooskap), Glooscap je dobroćudni kulturni heroj plemena Wabanaki, Penobscot, Maliseet, Passamaquoddy, Micmac iz sjeveroistočne Nove Engleske. Njegovo se ime piše na mnogo različitih načina iz dva razloga: prvo, ta su plemena govorila nešto drugačijim jezicima, a drugo, jezici su bili tradicionalno nepisani, pa su govornici engleskog samo sricali ime kako god im je zvučalo u to vrijeme. Iako su neki ljudi rekli da "Glooscap" znači "Čovjek iz ničega" (ili "Čovjek koji je sam sebe napravio ni iz čega"), to je netočno-- to je drugi Abenaki lik, Odzihozo, čije ime ima to značenje. Glooscap zapravo znači "lažov" (Maliseet-Passamaquoddy riječ za "govoriti laži" je koluskapiw, a u Mi'kmaqu je kluskapewit.) Prema legendi, Glooscap je dobio ovo ime nakon što je lagao o svojoj tajnoj slabosti prema zlim duhovima (u nekim pričama, njegov rođeni brat)
Budući da su priče o Glooskapu ispričane u toliko različitih zajednica, pojedinosti o njegovom životu često se dosta razlikuju. U većini izvještaja kaže se da je Glooskap stvorio izravno Veliki Duh, ali u drugima ga je rodila majka koja je umrla pri porodu. Glooskap ima baku Woodchuck u većini plemenskih tradicija (obično njegova posvojena baka, ali ponekad i njegova rođena baka), a ponekad je imao i brata (ili starijeg brata Mikumwesua ili Mateguasa, mlađeg brata Malsoma ili posvojenog brata Martena.) u nekim legendama, Glooskap je sam stvorio plemena Wabanaki, dok je u drugima, Veliki Duh bio taj koji ih je stvorio i Glooskap je uskočio da ih nauči umijeću civilizacije. U svakom slučaju, Glooskap se uvijek prikazuje kao vrli junak i dobar skrbnik i učitelj naroda Wabanaki. Ponekad igra ulogu transformatora, pretvarajući čudovišta u bezopasne životinje i prilagođavajući krajolik da bude naklonjeniji ljudima. Glooskap ponekad igra i ulogu prevaranta, ali samo u nestašnom/smiješnom smislu, nikada u antagonističkom/kulturološki neprimjerenom smislu. Glooskap ne čini zločine niti lovi žene (zapravo, on je potvrđeni neženja u većini legendi.) U mnogim tradicijama, Glooskap napušta zemlju Wabanakija na kraju mitskog doba, obećavajući da će se vratiti jednog dana ako im zatreba od njega.
Alternativn nazivi: Glooscap, Glooskap, Gluskabe, Gluskap, Koluscap, Koluskap, Kuloscap, Kluskap, Kluscap, Gluskabi, Gluscabi, Gluskonba, Gluskôba, Gluskoba, Kloskabe, Kuluskap, Klouskap, Glousgap, Gluskab, Klosgab, Glouscap, Gluskape, Gluscabe, Glusk8ba, Klosk8ba, Gluskoba, Glous'gap, Gloosekap, Gloskap, Gluskap, Kloskap, Kloskurbeh.